# Alarmprisen
Alarmprisen es un premio musical que se entrega anualmente a artistas noruegos de pop, rock y heavy metal. El premio fue establecido como una alternativa a los Spellemannprisen y Hit Awards, y fue entregado por primera vez el 3 de febrero de 2001. El premio es otorgado po la fundación Alarm. En octubre de 2008 la junta decidió suspender la entrega de ese año debido a la falta de dinero y todavía no se sabe si se entregarán en 2009.
Para la mayoría de las categorías hay periodistas musicales que deciden qué cinco artistas y álbumes están nominados a través de una encuesta propia, y sin ningún tipo de preinscripción de las compañías discográficas. El público puede entonces votar a los ganadores del sitio web o por vía SMS. Las elecciones del público y de los periodistas cuenta un 50% cada uno.
La ceremonia se ha realizado en Trondheim, Bergen y en la sala Rockefeller de Oslo. 

## Premios
| - Anexo:Premio Alarm al mejor álbum de rock - Anexo:Premio Alarm al mejor álbum de pop - Anexo:Premio Alarm al mejor álbum de electrónica - Anexo:Premio Alarm al mejor álbum de metal - Anexo:Premio Alarm al mejor álbum de Hip-Hop | - Anexo:Premio Alarm al mejor álbum de jazz - Anexo:Premio Alarm a la mejor banda en vivo - Anexo:Premio Alarm al mejor videoclip - Anexo:Premio Alarm a la mejor canción - Anexo:Premio Alarm al mejor nuevo artista |